# بروناي دي بي إم إم
نادي بروناي دي بي إم إم نادي كرة قدم من بروناي يلعب في الدوري السنغافوري.

## إنجازات وبطولات الفريق
- الدوري السنغافوري الممتاز: 2015
- كأس الدوري السنغافوري: 2012 , 2014 [2]